# Lipogramma
Lipogramma is een geslacht van straalvinnige vissen uit de familie van feeënbaarzen (Grammatidae).

## Soorten
- Lipogramma anabantoides Böhlke, 1960
- Lipogramma evides Robins & Colin, 1979
- Lipogramma flavescens Gilmore & Jones, 1988
- Lipogramma klayi Randall, 1963
- Lipogramma regia Robins & Colin, 1979
- Lipogramma robinsi Gilmore, 1997
- Lipogramma rosea Gilbert, 1979
- Lipogramma trilineata Randall, 1963